# Prodecatoma
Prodecatoma is een geslacht van vliesvleugeligen uit de familie Eurytomidae. De wetenschappelijke naam van dit geslacht is voor het eerst geldig gepubliceerd in 1904 door Ashmead.

## Soorten
Het geslacht Prodecatoma omvat de volgende soorten:
- Prodecatoma ahlaensis Mukerjee, 1981
- Prodecatoma beesoni Mani & Kaul, 1974
- Prodecatoma bengalensis Mukerjee, 1981
- Prodecatoma bhatiai Mani & Kaul, 1974
- Prodecatoma brachynerva Mukerjee, 1981
- Prodecatoma bruneiventris Ashmead, 1904
- Prodecatoma carpophaga DalMolin, Melo & Perioto, 2004
- Prodecatoma cheriani Narendran, 1994
- Prodecatoma confusa Narendran, 1994
- Prodecatoma cooki (Howard, 1896)
- Prodecatoma couridae Cameron, 1913
- Prodecatoma cruzi Costa Lima, 1914
- Prodecatoma diospyri Muesebeck, 1932
- Prodecatoma ferruginea DalMolin, Melo & Perioto, 2004
- Prodecatoma flavescens Ashmead, 1904
- Prodecatoma fusciscapa Mukerjee, 1981
- Prodecatoma geraldoi Perioto & Lara, 2007
- Prodecatoma globosa Narendran, 1994
- Prodecatoma hogenakalensis Mukerjee, 1981
- Prodecatoma josephi Narendran, 1994
- Prodecatoma juliae Perioto & Lara, 2009
- Prodecatoma latilineata Cameron, 1913
- Prodecatoma maculiventris (Ashmead, 1894)
- Prodecatoma madagascariensis Risbec, 1952
- Prodecatoma maga (Girault, 1920)
- Prodecatoma malaica Narendran, 1994
- Prodecatoma mangicola Bhatnagar, 1952
- Prodecatoma modesta Narendran, 1994
- Prodecatoma moozhiarensis Mukerjee, 1981
- Prodecatoma moreirai Bondar, 1930
- Prodecatoma nigra Ashmead, 1904
- Prodecatoma nigriscaposa Narendran, 1994
- Prodecatoma nilamburensis Mukerjee, 1981
- Prodecatoma nirupama Narendran, 1994
- Prodecatoma parodii Brèthes, 1922
- Prodecatoma petrodoma DalMolin, Melo & Perioto, 2004
- Prodecatoma philodendri Ferrière, 1924
- Prodecatoma pongamiae Mani & Kurian, 1953
- Prodecatoma postmarginalis Mukerjee, 1981
- Prodecatoma ranomafanae Risbec, 1952
- Prodecatoma sabiae Mani, 1969
- Prodecatoma scrobata Narendran, 1994
- Prodecatoma sembilansis Narendran, 1994
- Prodecatoma seyrigi Risbec, 1952
- Prodecatoma solani Bondar, 1930
- Prodecatoma spermophaga Costa Lima, 1928
- Prodecatoma thoracica Ashmead, 1904
- Prodecatoma vassei Risbec, 1955